# Красний Луч (Псковська область)
Красний Луч (рос. Красный Луч) — смт в Бєжаницькому районі Псковської області Російської Федерації.
Населення становить 724 особи. Входить до складу муніципального утворення Полистовське муніципальне утворення.

## Історія
Від 2005 року входить до складу муніципального утворення Полистовське муніципальне утворення.

## Населення
| 1959  | 1970  | 1979  | 1989  | 2001  | 2002  | 2009  |
| ----- | ----- | ----- | ----- | ----- | ----- | ----- |
| 3159  | ↘3127 | ↘2657 | ↘2084 | ↘1800 | ↘1494 | ↘1278 |
| 2010  | 2011  | 2012  | 2013  | 2014  | 2015  | 2016  |
| ↘1020 | →1020 | ↘954  | ↘928  | ↘899  | ↘892  | ↘866  |
| 2017  | 2018  | 2019  | 2020  | 2021  |       |       |
| ↘813  | ↘770  | ↘741  | ↘718  | ↗724  |       |       |